# 布达佩斯地铁1号线

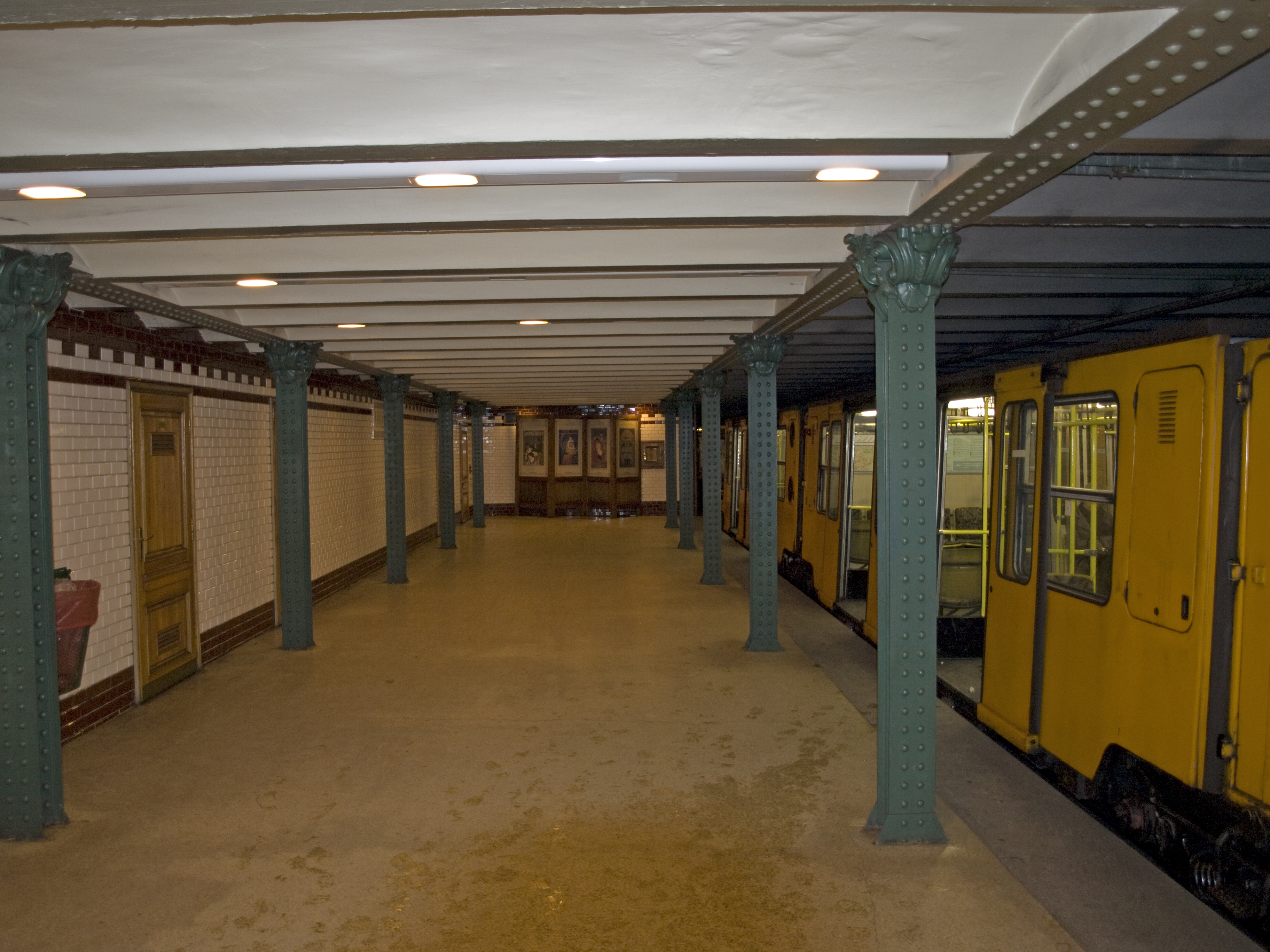
Vörösmarty tér

布达佩斯地铁1号线，又稱「千禧地下鐵路」（匈牙利語：Budapest 1-es metró），为布达佩斯地铁最早啟用的路線，路線編號為M1。在1896年开通，為世界歷史第二悠久古老的地铁线，仅次于伦敦地铁的大都会线（除去伊斯坦堡的杜乃爾）。起点位于弗洛斯马提广场，终点位于墨西哥大街。

## 文化遗产
2002年，布达佩斯地铁1号线与安德拉什大道一起成为世界遗产。

## 现代化改造
1973年，该线路延伸至墨西哥路。此时，它切换到右侧交通，联锁装置进行了现代化改造，增加了自动停止装置，并且在两个终点站还安装了中央交通控制系统。1995 年，它进行了翻新：车站铺设了原始时期的人行道，并在钢筋混凝土床上建造了一条新轨道，取代了以前的碎石床。

## 开端
到 1884 年，Terézváros 的主干道 Avenue 已经用木头铺成。有定期的综合巴士前往城市公园，但即使有轨电车在当时的动脉基拉伊街上运行，它也被证明太少了，服务人满为患。鉴于计划在城市公园举行的千禧年展览，对大道铁路的需求变得越来越迫切。
布达佩斯电气城市铁路公司（BVVV）首席执行官莫尔·巴拉兹（MórBalázs）根据在伦敦的经历，提出了在佩斯修建地下铁路的想法。他们与其最大的竞争对手布达佩斯公路铁路公司（BKVT）一起申请在安德拉什（Sugár）公路上建造地面铁路，但当局拒绝了 - 根据他们早先的意见 - “不能在安德拉什大道上建造公路铁路”。然而，两家公司此前已达成协议：如果地面计划被拒绝（他们可以合理预期），他们将启动地下铁路的建设。这些设计由西门子和哈尔斯克公司完成。根据幸存的视觉效果，单门但三单元的火车将从城市公园温泉开往维加多;在中央机舱的左侧有一个单独的隔间，供吸烟的绅士使用，右侧为女士提供。车门将自动打开和关闭，由司机控制，门票将从自动售货机出售。
他们获得了许可证，甚至获得了 90 年的许可证期限、15 年的税收减免和 5 年的门票印花税印花税。然而，作为回报，铁路必须在千禧年展览开幕前完成。从颁发许可证到展览开幕还有21个月的时间。

### 建筑
施工开始，宽6米，长3225.56米的隧道开始从两个方向挖掘。大林荫大道上的主集热管线确定了最大深度，因此隧道的内部高度为2.65米。地基和侧墙由混凝土建造。铁路的建设委托给设计师西门子和哈尔斯克，而土方、混凝土和安装工程则委托给布达佩斯的承包商 Róbert Wünsch。施工经理是 Ödön Vojtek。覆盖车站的棕色和白色瓷砖由Zsolnay工厂制造，出口上方竖立着华丽的大厅。 